# Fantasia (film, 2014)
Pour plus de détails, voir Fiche technique et Distribution.
Fantasia (幻想曲, Huànxiǎng qǔ) est un film chinois réalisé par Wang Chao, sorti en 2014. Il est présenté dans la sélection Un certain regard au Festival de Cannes 2014.

## Fiche technique
- Titre original : 幻想曲, Huànxiǎng qǔ
- Titre français : Fantasia
- Réalisation et scénario : Wang Chao
- Pays d'origine : Chine
- Format : Couleurs - 35 mm - 1,85:1
- Genre : drame
- Durée : 86 minutes
- Date de sortie :
  - 1er juillet 2015 :  France

## Distribution
- Hu RuiJie : Xiao Lin
- Jian RenZi : la sœur
- Su Su : la mère
- Zhang Xu : le père